# Canal Point
Canal Point és una concentració de població designada pel cens del Comtat de Palm Beach a l'estat de Florida dels Estats Units d'Amèrica.

## Demografia
Segons el Cens dels Estats Units del 2000 Canal Point tenia 525 habitants, 197 habitatges, i 127 famílies. La densitat de població era de 130,8 habitants per km².
Dels 197 habitatges en un 34,5% hi vivien nens de menys de 18 anys, en un 45,2% hi vivien parelles casades, en un 13,7% dones solteres, i en un 35,5% no eren unitats familiars. En el 29,4% dels habitatges hi vivien persones soles el 9,1% de les quals corresponia a persones de 65 anys o més que vivien soles. El nombre mitjà de persones vivint en cada habitatge era de 2,66 i el nombre mitjà de persones que vivien en cada família era de 3,38.
Per edats la població es repartia de la següent manera: un 30,5% tenia menys de 18 anys, un 7,6% entre 18 i 24, un 29,1% entre 25 i 44, un 23% de 45 a 60 i un 9,7% 65 anys o més.
L'edat mediana era de 34 anys. Per cada 100 dones de 18 o més anys hi havia 108,6 homes.
La renda mediana per habitatge era de 37.813 $ i la renda mediana per família de 29.792 $. Els homes tenien una renda mediana de 32.232 $ mentre que les dones 12.283 $. La renda per capita de la població era de 18.625 $. Entorn del 19,5% de les famílies i el 14,4% de la població estaven per davall del llindar de pobresa.

## Poblacions més properes
El següent diagrama mostra les poblacions més properes.